# Haii-Roztoțki, Zboriv
Haii-Roztoțki (în ucraineană Гаї-Розтоцькі) este o comună în raionul Zboriv, regiunea Ternopil, Ucraina, formată numai din satul de reședință.

## Demografie
Componența lingvistică a comunei Haii-Roztoțki
     Ucraineană (100%)
Conform recensământului din 2001, toată populația comunei Haii-Roztoțki era vorbitoare de ucraineană (100%).